# 대불정여래밀인수증요의제보살만행수능엄경 권1
대불정여래밀인수증요의제보살만행수능엄경 권1(大佛頂如來密因修證了義諸菩薩萬行首楞嚴經 卷1)은 서울특별시 종로구, 국립고궁박물관에 있는 조선시대의 목판본 책이다. 2007년 7월 13일 대한민국의 보물 제1520호로 지정되었다.

## 같이 보기
- 조선 세조

## 참고 자료
- 대불정여래밀인수증요의제보살만행수능엄경 권1 - 국가유산청 국가유산포털